# Ein deutsches Requiem
Ein deutsches Requiem (Ett tyskt requiem) är ett verk av Johannes Brahms från 1869. Det listas som opus 45 och är komponerat 1861–1866 samt 1868.
Idén till en tysk dödsmässa hade Brahms haft åtminstone sedan 1856. Troligen kom uppslaget från vännen och tonsättarkollegan Robert Schumann, som själv noterade en plan om ett liknande verk, men som aldrig kunde genomföra den.
De äldsta bevarade skisserna har daterats till 1860–61. Efter 1861 tycks arbetet ha legat nere flera år, innan Brahms 1865 återvände till tematiken sedan hans mor gått bort. Han fullbordade verket 1866. De tre första satserna uruppfördes 1867 i Wien, där mottagandet blev mycket svalt. Uruppförandet av hela verket på långfredagen 1868 i Bremen blev lyckosammare, men Brahms var inte helt nöjd utan komponerade senare samma år ytterligare en sats - "Ihr habt nun Traurigkeit" för sopransolo och kör. Den utökade, slutgiltiga versionen uruppfördes i Leipzig 1869.
Texten är på tyska och tydligt präglad av tonsättarens lutherska tro.[källa behövs] Till skillnad från den traditionella katolska dödsmässan framhävs här övertygelsen om dödens övervinnande, och hos Brahms står också de efterlevande och deras sorg i centrum.
Ein deutsches Requiem tar ungefär 80 minuter att framföra.

## Satser
1. Chor: „Selig sind, die da Leid tragen“
2. Chor: „Denn alles Fleisch, es ist wie Gras“
3. Bariton (Solo) und Chor: „Herr, lehre doch mich“
4. Chor: „Wie lieblich sind deine Wohnungen“
5. Sopran (Solo) und Chor: „Ihr habt nun Traurigkeit“
6. Bariton (Solo) und Chor: „Denn wir haben hie keine bleibende Statt“
7. Chor: „Selig sind die Toten“

## Besättning
- Soli: sopran och baryton
- Blandad kör (sopran, alt, tenor, bas)
- Orkester
  - 1 piccolaflöjt
  - 2 flöjter
  - 2 oboer
  - 2 klarinetter
  - 2 fagotter
  - 1 kontrafagott
  - 4 valthorn
  - 2 trumpeter
  - 3 tromboner
  - tuba
  - pukor
  - 2 harpor (Minst två harpor skriver Brahms i partituret!)
  - orgel
  - stråkar